# Gommerville, Eure-et-Loir
Gommerville är en kommun i departementet Eure-et-Loir i regionen Centre-Val de Loire strax norr om centrala Frankrike. Kommunen ligger i kantonen Janville som tillhör arrondissementet Chartres. År 2016 hade Gommerville 684 invånare.

## Befolkningsutveckling
Antalet invånare i kommunen Gommerville
Referens:INSEE